# Новоукраїнська міська територіальна громада
Новоукраїнська міська територіальна громада — територіальна громада в Україні, у Новоукраїнському районі Кіровоградської області. Адміністративний центр — місто Новоукраїнка.
Площа громади — 347,84 км², населення — 19 137 мешканців (2018).
Утворена 20 жовтня 2015 року шляхом об'єднання Новоукраїнської міської ради, Мар'янопільської та Сотницько-Балківської сільських рад Новоукраїнського району.

## Населені пункти
У складі громади 16 населених пунктів — 1 місто (Новоукраїнка) і 15 сіл:
- Арепівка
- Воронівка
- Далеке
- Єгорівка
- Захарівка
- Звірівка
- Кам'яний Міст
- Мар'янопіль
- Новоолександрівка
- Сотницька Балка
- Схід
- Улянівка
- Щасливка
- Фурманівка
- Яблунівка